# Enoplognatha orientalis
Enoplognatha orientalis es una especie de araña araneomorfa del género Enoplognatha, familia Theridiidae. Fue descrita científicamente por Schenkel en 1963.
Habita en China.